# Aydoun
Aydoun (arabă ايدون, alternativ Adun sau Idoun)  este numele unui oraș din Guvernoratul Irbid din Iordania. Unii scriitori asociază orașul cu orașul antic Dium, unul dintre orașele Decapolis dar acest lucru este contestat. Avea o populație de 63.244 de locuitori în 2018.

## Istorie
În 1596, în timpul Imperiului Otoman, Aydoun a fost remarcat în recensământ ca fiind situat în nahiya din  Bani al-Asar în [Liwa (arabă)|liwa] din Hauran. Avea o populație de 32 de gospodării și 21 de burlaci; toți musulmani. Aceștia au plătit o cotă fixă de impozitare de 25% pentru diverse produse agricole, inclusiv grâu, orz, culturi de vară/podgorii/pomi fructiferi, capre și stupi; un total de 10.215 asprii.
În 1838 locuitorii din Aydoun erau predominant musulmani sunniți, iar satul a fost remarcat ca fiind situat în zona Beni Öbeid.
Recensământul iordanian din 1961 a găsit 1.700 de locuitori în Aidun.

## Oameni celebri din Aydoun (Idoun)
- HE General-maior Qassem Pașa Al-Nasser,
- Procurorul General Mahmoud Hanandeh